# Gabrielle Marquet
Pour les articles homonymes, voir Marquet.
Gabrielle Marquet, épouse Courthieu, née le 2 mai 1922 à Nantes et morte le 21 septembre 2009 à Paris, est une écrivaine et poétesse française.
En 1962, elle remporte le Grand prix de l'humour noir Xavier-Forneret pour son roman Le Sourd-muet.

## Biographie

### Jeunesse et famille
Gabrielle Eugénie Marie Berthe Marquet naît en 1922 à Nantes, fille d'Eugène François Marie Marquet, employé aux chemins de fer d'Orléans, et d'Alice Marie Pauline Petitjean, son épouse. Issue de la petite bourgeoisie, elle grandit à Nantes puis à Paris, et étudie dans une maison d'éducation de la Légion d'honneur.
En 1946, sans profession et établie à Paris avec ses parents, elle se marie avec Georges Robert Courthieu, ingénieur chimiste. Le couple a une fille.

### Carrière
Après un premier roman paru en 1952 chez Denoël, Gabrielle Marquet est éditée à partir de 1958 chez Gallimard : deux recueils de poésie paraissent en 1958 et 1961 dans la collection « Jeune Poésie NRF », et son roman Le Sourd-muet remporte le Grand prix de l'humour noir Xavier-Forneret en 1962, conjointement avec Maurice Lelong pour son Célébration de l'art militaire.
Gabrielle Marquet est la lauréate du prix François-Villon en 1965 pour son recueil de poésie Le Bonheur d'être , dont le poème Le Chou rouge gagne une certaine renommée. Ses poèmes, souvent courts, s'inspirent notamment du quotidien : moments de la journée, objets ou lieux familiers,. Comme Claude de Burine, elle fait alors partie des poétesses jugées prometteuses, dans la lignée de Lucienne Desnoues. Dans Histoire de la poésie française, Robert Sabatier écrit à propos de son écriture : « Ses vers libres sont rigoureux avec des éclairs de fantaisie. » Dans les années 1970-1980, Gabrielle Marquet préside le jury du prix de poésie Louise-Labé,.
Entre 1966 et 1987, Gabrielle Marquet publie une douzaine de romans, chez Flammarion puis Calmann-Lévy. Dans ses œuvres en prose, elle aborde des thèmes de son époque : le licenciement dans Mort d'un cadre, la retraite dans Les Années-vermeil, ou l'adultère dans La Cerise de porcelaine. Ses romans sont souvent centrés autour de personnages de femmes aux prises avec des conflits intérieurs. Dans leur Dictionnaire littéraire des femmes de langue française, Christiane Perrin Makward et Madeleine Cottenet-Hage écrivent : « Les personnages sont généralement des femmes sensuelles et introspectives dont l'isolement devient la condition de leur existence. Elles ne savent pas communiquer avec les autres ; ce sont leurs débats intérieurs et leurs efforts pour faire face aux circonstances qui soutiennent l'intérêt dramatique des récits. [...] Gabrielle Marquet examine en particulier la difficulté que rencontre la femme intelligente à user de son intelligence pour avoir prise sur le réel. »
Gabrielle Marquet écrit par ailleurs des textes critiques sur le vin— un domaine longtemps réservé aux hommes — qui paraissent dans Madame Figaro et sous forme de guide en 1987.
Elle meurt en 2009 dans le 14e arrondissement de Paris. Elle est inhumée quatre jours plus tard au cimetière du Montparnasse, aux côtés de son époux.

## Publications

### Romans
- Peau de lapin, Paris, Denoël, 1952, 250 p.
- Le Sourd-muet, Paris, Gallimard, 1961, 169 p., Grand prix de l'humour noir Xavier-Forneret 1962
- La Cerise de porcelaine, Paris, Flammarion, 1966, 233 p. ; rééd. Lausanne, Paris, éditions Rencontre, 1968, 235 p.
- Les Martins-pêcheurs, Paris, Flammarion, 1967, 253 p.
- Le Fauteuil à bascule, Paris, Flammarion, 1970, 237 p.
- L'Œil de Déodat, Paris, Flammarion, 1971, 203 p.
- La Boîte à boutons, Paris, Flammarion, 1973, 237 p.
- Le Signe des jumeaux, Paris, Flammarion, 1975, 217 p. (ISBN 2-08-060785-5)
- Mort d'un cadre, Paris, Flammarion, 1976, 217 p. (ISBN 2-08-060877-0)
- La Poupée phonographe, Paris, Flammarion, 1979, 185 p. (ISBN 2-08-064161-1)
- Les Années-vermeil, Paris, Calmann-Lévy, 1984, 169 p. (ISBN 2-7021-1297-8)
- La Vie de château, Paris, Calmann-Lévy, 1987, 170 p. (ISBN 2-7021-1564-0)

### Poésie
- La Pelote à épingles, Paris, Gallimard, coll. « Jeune poésie NRF », 1958, 45 p.
- Les oiseaux font bouger le ciel, Paris, Gallimard, coll. « Jeune poésie NRF », 1961, 81 p.
- Le Bonheur d'être, Paris, J. Millas-Martin, 1965, 56 p., prix François-Villon 1965
- Premiers Regards, Laon, L'Étrave, 1969, 40 p.

### Divers
- Invités à Paris (photogr. Jacques Nestgen), Paris, Arts et métiers graphiques, 1972, 32 p.
- 120 Bons Vins à bons prix, Paris, Calmann-Lévy, 1987, 250 p. (ISBN 2-7021-1574-8)